# Moncho Alpuente
Ramón Mas Alpuente (Madrid 23 de maig de 1949 - Illes Canàries 21 de març de 2015) conegut com a Moncho Alpuente va ser un periodista, escriptor, humorista i cantant madrileny.
Va estudiar periodisme a Madrid però des dels 16 anys treballava a la revista Sp on s'especialitzà en el periodisme musical. Va participar com a col·laborador en programes de música a la ràdio i la televisió i va escriure diversos llibres i articles en premsa.
El 1968 va formar el grup satíric musical Las Madres del Cordero i el 1970 va crear l'espectacle teatral Castañuelas 70, que va causar una forta polèmica. El 1971 va fundar l'emissora Popular FM i el 1986 va produir la comèdia La reina del Nilo.
També va participar en el programa Que noche la de aquel año i va dirigir diverses seccions d'El País Semanal. El 1987 va dirigir el programa Buenos días, Babiloina a la desapareguda Radiocadena Española. Com a lletrista va col·laborar en diversos discos amb Joaquín Sabina, Jaume Sisa i Luis Eduardo Aute, entre d'altres.
Durant els seus últims dies va seguir col·laborant amb el programa La Ventana a la Cadena SER i amb el diari Público. Va morir el 21 de març de 2015 a causa d'un infart.

## Obra
- El Libro de los santos imaginarios y de Los hechos apócrifos (1985)
- Sólo para fumadores (1988)
- Cómo escapar del 92 (1990)
- Hablando francamente (1990)
- Versos Sabáticos (1991)
- La órbita de Ulises (1994)
- Bienvenido Farewell (1995)
- Operación centollo (1996)
- Operación Gran Dragón (1997)
- Versos Perversos (2000)
- Grandezas de España: la historia más grande jamás contada con menos escrúpulos (2000)
- Gatomaquias (2005)